# Ощепково
Още́пково (рос. Ощепково) — село у складі Абатського району Тюменської області, Росія.
Населення — 676 осіб (2010, 827 у 2002).
Національний склад станом на 2002 рік:
- росіяни — 93 %